# Neotenina

Formula di struttura del farnesolo.

La neotenina o ormone giovanile è un sesquiterpenoide, derivato del farnesolo, che negli insetti svolge funzioni ormonali. È spesso indicato anche con la sigla JH (acronimo di Juvenile Hormone).

## Funzioni
La neotenina svolge molteplici funzioni, ma quella fondamentale, che si evince da uno dei nomi, consiste nella regolazione dello sviluppo postembrionale negli insetti: la sua azione fondamentale consiste nell'interferire con l'azione dell'ecdisone determinando l'indirizzo dello sviluppo dell'insetto. In presenza di neotenina, l'ecdisone stimola la muta ma viene inibita l'induzione ormonale della  metamorfosi, con conseguente permanenza del carattere giovanile. In altri termini, la neotenina fa sì che in occasione della muta l'insetto subisca solo una crescita lineare mantenendo la morfologia dello stadio giovanile.
Nell'insetto adulto, la neotenina interviene sulle funzioni riproduttive, regolando lo sviluppo delle uova.

## Aspetti chimici

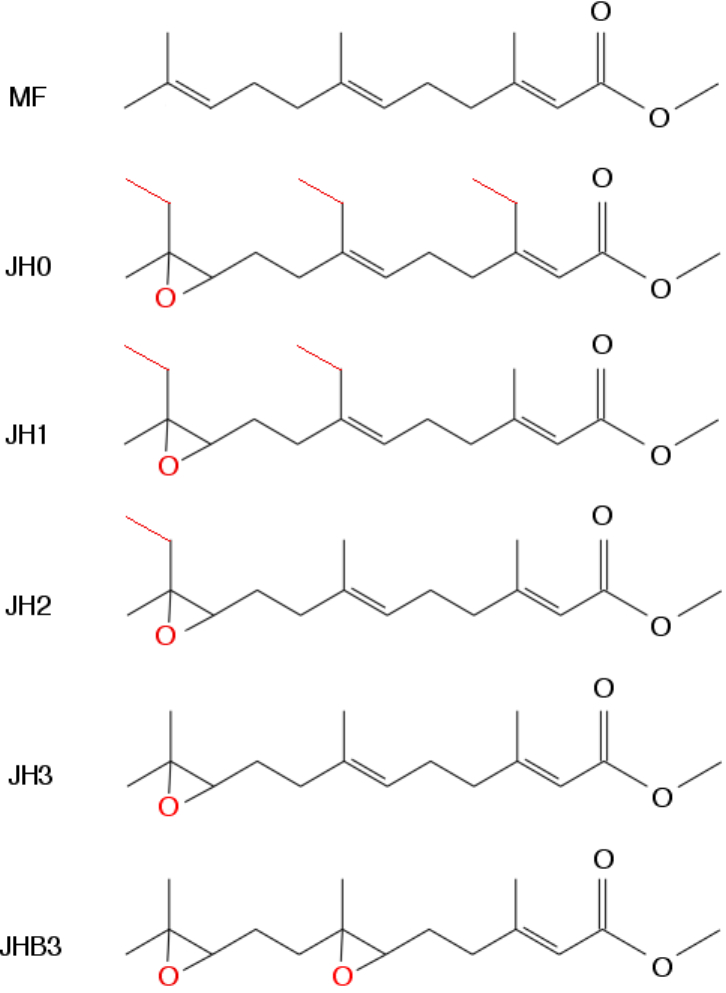
Formule di struttura del metilfarnesoato (MF) e delle neotenine (JHx).

Dal punto di vista chimico, la neotenina fa riferimento ad un gruppo di composti chimicamente affini, che genericamente possono essere definiti come derivati epossidici del metilfarnesoato. La loro struttura chimica presenta le seguenti caratteristiche comuni:
1. catena idrocarboniosa sesquiterpenoide, ovvero composta da 12 atomi di carbonio per combinazione di 3 unità isopreniche (sesquiterpene);
2. posizione sull'atomo di carbonio C1 di un gruppo carbossile, derivato dall'ossidazione del gruppo ossidrile del farnesolo;
3. ponte estere fra il carbonio C1 del radicale sesquiterpenico e un gruppo metilico;
4. posizione di un anello epossidico subterminale in corrispondenza degli atomi di carbonio C10 e C11.

Le forme specifiche di neotenina, indicate rispettivamente con le sigle JH0, JH1, JH3, JHB3, differiscono per la configurazione delle catene laterali sugli atomi di carbonio C3, C7 e C11 (metiliche o etiliche) e per l'eventuale presenza di un secondo anello epossidico in corrispondenza degli atomi C6 e C7.
Nella maggior parte degli Insetti è presente la forma JH3.

## Biosintesi
La biosintesi della neotenina si localizza nei corpi allati del sistema cardio-aortico ed è regolata dal controllo neuroendocrino dell'ormone cerebrale. La via metabolica che porta alla formazione della neotenina coincide con le prime fasi della biosintesi degli steroli, che negli Insetti è incompleta. Questo processo parte dall'acetil-coenzima A e si svolge, in sintesi, con le seguenti fasi:
- condensazione delle unità isopreniche attraverso i prodotti intermedi acido mevalonico e farnesolo;
- ossidazione del farnesolo ad acido farnesoico;
- esterificazione con formazione del metilfarnesoato;
- sostituzione del doppio legame subterminale con la funzione epossidica.

## Regolazione ormonale dello sviluppo
Si ritiene che negli Insetti olometaboli la codificazione genetica delle larve sia fisicamente distinta da quella degli adulti . In altri termini, negli olometaboli coesistono due distinti genomi di cui uno solo dei due è attivo.
All'ecdisone si attribuisce una duplice azione:
1. induzione della muta per attivazione dei processi di distacco e riassorbimento della cuticola e deposizione della nuova cuticola;
2. induzione della metamorfosi per attivazione del genoma immaginale.

La neotenina interverrebbe in quest'ultima funzione, inibendo il segnale ormonale dell'ecdisone sul genoma.
Alla base di questa interazione è il controllo neuroendocrino da parte dell'ormone cerebrale, sotto l'effetto di stimoli ambientali . Negli stadi giovanili, l'ormone cerebrale viene traslocato sia nei corpi faringei sia nei corpi allati. Nei primi subisce una rielaborazione, viene immesso nel circolo sanguino e giunge nelle ghiandole protoraciche inducendo la sintesi dell'ecdisone. Nei corpi allati induce invece la sintesi della neotenina. La contemporanea presenza dell'ecdisone e della neotenina stimola la crescita larvale con mantenimento dei caratteri giovanili (muta senza metamorfosi).
La mancata traslocazione dell'ormone cerebrale nei corpi allati, o la regressione di questi ultimi, porta alla produzione del solo ecdisone, il quale, in assenza dell'inibizione neotenica, attiva la ninfosi e, quindi, il passaggio agli stadi successivi dello sviluppo ontogenetico (muta con metamorfosi).
Nel corso della vita dell'insetto, perciò, il tasso di ecdisone e neotenina subiscono due andamenti differenziali :
1. La produzione di ecdisone subisce un aumento in corrispondenza delle mute: ogni muta è preceduta da un picco della curva di emissione.
2. La produzione di neotenina si mantiene relativamente alta per tutta la vita della larva, cade drasticamente in prossimità della ninfosi e risale al raggiungimento dello stadio adulto. La ninfosi si svolge perciò in assenza di neotenina.

Per effetto di questo andamento differenziale, si verificano due momenti fondamentali in cui sia un picco di produzione di ecdisone in assenza di neotenina. Questo avviene in corrispondenza delle due mute che determinano la trasformazione della larva matura in pupa e di quest'ultima in adulto.
Negli Insetti eterometaboli, ovvero a metamorfosi incompleta, il sistema di regolazione ormonale presenta delle differenze in termini quantitativi: infatti si verifica, durante gli stadi di ninfa una progressiva diminuzione del tasso di neotenina. Questo spiegherebbe il passaggio graduale dallo stadio di neanide a quello di adulto caratteristico degli eterometaboli.

## Insetticidi juvenoidi
La ricerca sperimentale ha permesso da tempo di interferire con lo sviluppo postembrionale alterando il meccanismo ormonale che lo regola. Le conoscenze acquisite consentono da alcuni decenni l'applicazione pratica in fitoiatria con l'impiego dei cosiddetti insetticidi juvenoidi. Si tratta di insetticidi di nuova generazione, ovvero di molecole che, interferendo selettivamente con processi fisiologici specifici degli Artropodi, hanno un impatto virtualmente nullo sulla biologia dei vegetali e dei Vertebrati. L'impatto ambientale e sanitario di questi insetticidi è perciò molto basso rispetto ai clororganici, ai fosforganici e ai carbammati .
Gli juvenoidi appartengono, insieme ai chitinoinibitori, alla categoria dei regolatori dello sviluppo o IGR (Insecticides Growth Regulators). Mentre i chitinoinibitori interferiscono con il metabolismo dell'ecdisone impedendone la biosintesi e, quindi, bloccando del tutto la crescita larvale, gli juvenoidi hanno un meccanismo d'azione che emula quello della neotenina, perciò bloccano la metamorfosi impedendo il raggiungimento dello stadio adulto.

## Juvenoidi naturali
È noto che diverse specie vegetali dispongono di difese intrinseche, di natura biochimica, nei confronti dei fitofagi. Nel quadro eterogeneo dei meccanismi di difesa delle piante, alcuni di questi sfruttano l'attività biologica di alcaloidi che emulano le neotenine. Lo juvenoide naturale per eccellenza è l'azadiractina, estratta dall'Azadirachta indica (albero di Neem) . Attività juvenoide è attribuita anche alle piante i cui oli essenziali contengono farnesolo o derivati del farnesolo.